# 埃里希·鲁登道夫
埃里希·弗里德里希·威廉·鲁登道夫（德語：Erich Friedrich Wilhelm Ludendorff，德語發音：[ˈeːrɪç ˈfʁiːdʁɪç ˈvɪlhɛlm ˈluːdn̩ˌdɔʁf]；1865年4月9日—1937年12月20日）是德国高級將領，第一次世界大战时的重要主将，也是总体战理论的奠基者。

## 早期生活
鲁登道夫出生于普鲁士的波森省（今波兰波茲南）附近的一个小镇。他出生农家，虽然其母属于贵族阶级，严格而言他始终不属于容克阶层。他在12岁时进入陆军幼年学校。他拥有卓越的数学能力与良好的职业道德，与後来的海因茨·古德里安就读同一间训练出很多优秀军官的军校。1882年，即他17岁时他从陆军军官学校毕业，被授予少尉军衔。
他18岁时就已经是军官，表现优异，在1894年晋升到德国参谋部，在1908年成为参谋部部署部总长。后来，他参与试验著名的施里芬计划之细节，研究比利时的要塞城市列日。而且，他更大胆尝试让德军备战，却为多数军官所反对。

## 第一次世界大战

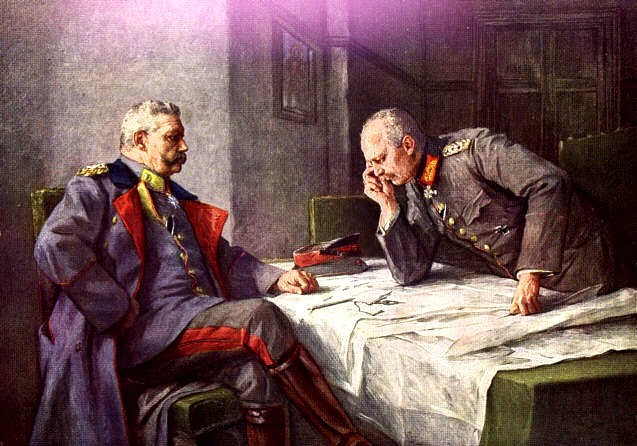
兴登堡 (坐者) 与鲁登道夫。

第一次世界大战期间，鲁登道夫首先被任命为德军第二军的副参谋长，成为卡尔·馮·比洛的部下，负责攻陷列日的炮台，协助实行施里芬计划。成功后，他被调配到东普鲁士与第八军司令保罗·冯·兴登堡共事。兴登堡得到鲁登道夫与马克斯·荷夫曼相助，成功在坦能堡戰役与马祖尔湖战役击败俄军。
1916年8月，参谋部总长冯·法金汉辞职，由兴登堡接任并掌管最高陆军指挥；鲁登道夫为陆军总指挥（Generalquartiermeister），并与上司合作无间，鲁氏一跃成为德军的重要领导人。鲁登道夫大力支持无限制潜艇战，最后激发美国在1917年参战。
鲁登道夫与兴登堡的所谓第三最高陆军指挥，其实是军事与工业之独裁，将德皇威廉二世排出于统治阶层之外。他们操控内政，甚至能够迫使高级官员辞职，包括三度撤换总理，以及对国家的新官任命有否决权。 
1916年，第三陆军最高指挥特意让列宁秘密乘坐火车返回俄国。结果，一如鲁登道夫所愿，1917年俄罗斯发生革命，东线战事缓和。1918年，鲁登道夫与列宁议和，并签订有利德国的布列斯特-立陶夫斯克條約。同年，鲁登道夫成为西线统帅，发动多次进攻（皇帝會戰），企图突围而出，但仍未能突破战线。法軍的猛烈攻势令德军节节败退，令鲁氏十分慌张。陆军最高指挥在9月29日把权力交还德皇，直到皇帝被迫退位为止。鲁登道夫自己则逃到瑞典。

## 对战争的反思及未来展望
流亡期间，他写了不少文章与书籍，渲染德军的辉煌战绩，更发表著名的刀刺在背传说，宣称德军被左派政客出卖：他们以革命之刀，插入德军之背，最终令他们战败。不过，鲁氏本人其实也要为德国的战败负责。鲁登道夫认为德国所打的是防卫战争，也指出威廉二世未能在战时组织有效的反宣传与有效领导国家战斗。他强烈谴责社会民主分子与左派出卖德国，尤其是接受凡尔赛条约。另一方面，他又注意战时国内经济环境，宣称尤其以犹太人为主的商人借着操控生产与金融事业牟利，而非为国家着想。他研究德国在战争末段时的罢工，发觉“国内战线”比德军阵线还要早崩溃，让国内动荡影响前线军士的士气，触发很多士兵“暂时休假”。更重要的是，鲁氏觉得德国人低估了战争对他们的威胁：他断定三国协约的战争目的就是要打败与肢解德国。
鲁登道夫曾写道：“德国人以德国之革命，使其变为众国中之贱民—无以赢得盟友，只得为外国人与他们的资本为奴为婢，尊严尽丧。廿载之内，德国人将会咒骂那些为发动革命而自豪的人。”（我的战争回忆，1914-1918年）此话在后来似乎实现了。

## 战後的生活

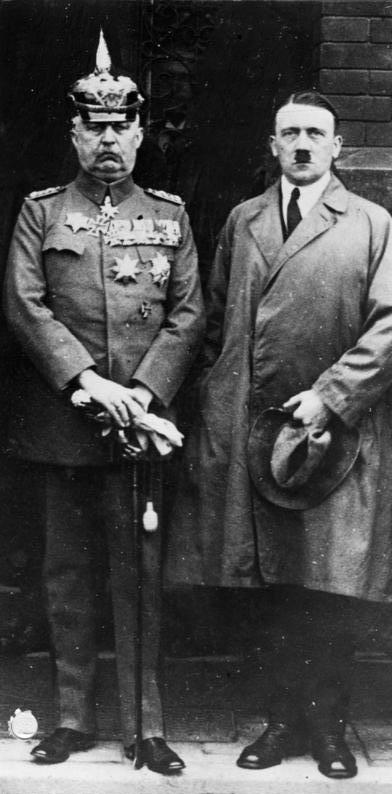
魯登道夫與希特勒，1924年

1920年，鲁登道夫以右翼政客的身份重返德国。1923年，他企图协助希特勒发动啤酒馆政变，结果失败，但在之後的審判中被判無罪。1924年，他代表纳粹党在国会获得议席，任期至1928年。1925年，他参加总统选举，但败于以前的上司兴登堡。
纳粹党上台之前，德国计划把鲁登道夫与几位出名将领派到中国，协助中國國民黨重整国民革命军。但由于《凡尔赛条约》的限制，以及将领非常知名、不宜受聘于人，故计划中断。
1928年後，鲁登道夫与纳粹党不和，最后他退出政坛。对于世界的问题，他断定一切都是基督徒、犹太人与共济会成员的错。他与第二任妻子创立了一个隐秘的会社，德国上帝知识协会（Bund für Gotteserkenntnis），会社到今天仍然存在。有传言指，他晚年时思想奇怪。1935年，希特勒想让他担任德国陆军元帅，但被拒绝；1937年，鲁登道夫逝世，获得国葬的礼待；希特勒出席了葬礼。

## 传记
- 埃里希·魯登道夫将军自传 My War Memoirs, 1914-1918. 2v. ("Meine Kriegserinnerungen 1914-1918", written in Sweden, 1919).
- Donald James Goodspeed, 	Ludendorff: Genius Of World War I （页面存档备份，存于）, Boston, Houghton Mifflin, 1966.
- John Lee, The Warlords: Hindenburg And Ludendorff (Great Commanders S.)
- Robert B Asprey, The German High Command at War: Hindenburg and Ludendorff and the First World War, Time Warner, 1994.

## 引用
1. ↑  改派退役校級軍官以「工業顧問」身份擔任，而非「軍事顧問」，此即德国顾问团，《俞大維傳》.作者：李元平;出版社：臺灣日報社; 出版日：1992年01月05日，392 頁; （繁體中文），01 （页面存档备份，存于），02 （页面存档备份，存于），增訂版 （页面存档备份，存于）

## 外部連結
- 埃里希·魯登道夫 Firstworldwar.com 的 Who's Who
- Ludendorff by H. L. Mencken （页面存档备份，存于） published in the June 1917 edition of the Atlantic Monthly
- 埃里希·魯登道夫的生平 From Spartacus Educational
- 鲁登道夫和他的总体战 （页面存档备份，存于）
- 鲁登道夫的战争理论 （页面存档备份，存于）